# Ривчун, Александр Борисович
Александр Борисович Ривчун (1914—1974) — российский музыкант, саксофонист (джаз, классика), композитор, педагог. Заслуженный артист РСФСР.

## Биография
Родился в семье старейшего российского военного капельмейстера Бориса Ривчуна (1876—1940) и начальные уроки игры на кларнете и саксофоне он получил от своего талантливого отца.
На протяжении многих лет саксофониста Александра Борисовича Ривчуна приглашали для исполнения сольных партий в различные симфонические оркестры, в том числе и в оркестр московского Большого Театра.
Александр Ривчун был энтузиастом и страстным пропагандистом музыки для саксофона, а концертный репертуар музыканта охватывал сочинения самых разных стилей и форм.
Оставил после себя большое музыкальное наследие, массу замечательных записей, печатных работ по теории музыки, первую отечественную школу для саксофона.
Был ведущим солистом (саксофон, кларнет) джаз-оркестров Александра Варламова, Александра Цфасмана и Леонида Утёсова. Впервые в СССР исполнил Концерт для кларнета Арти Шоу.
Автор книг «Школа игры на саксофоне» и «40 этюдов для саксофона».

### Семья
- Был женат на дочери Давида Гейгнера — Лизе.
  - Сын — Борис (род. 13 января 1947 года), также ставший композитором, педагогом и кларнетистом.